# Shekhar Mehta
Shekhar Mehta (20 de junio de 1945 - 12 de abril de 2006) fue un piloto de rally keniano nacido en Kampala (Uganda).
Ganó el Rally Safari cinco veces entre 1973 y 1980. Su mejor resultado como piloto del Campeonato Mundial de Rally fue un quinto puesto logrado en 1981.
El ugandés había sido reelegido como Presidente del Campeonato Mundial de Rally en marzo tras la renuncia de Jacques Regis, el anterior hombre en el cargo que ya había ocupado Mehta, justo antes de que el francés fuera nombrado presidente a finales de 2004.
Falleció el 2006 a la edad de 60 años en Londres.

## Resultados

### Victorias en el WRC
| N.º | Año  | Rally                          | Copiloto     | Automóvil        |
| --- | ---- | ------------------------------ | ------------ | ---------------- |
| 1   | 1973 | 21st East African Safari Rally | Lofty Drews  | Datsun 240Z      |
| 2   | 1979 | 27th Safari Rally              | Mike Doughty | Datsun 160J      |
| 3   | 1980 | 28th Safari Rally              | Mike Doughty | Datsun 160J      |
| 4   | 1981 | 29th Safari Rally              | Mike Doughty | Datsun Violet GT |
| 5   | 1982 | 30th Marlboro Safari Rally     | Mike Doughty | Datsun Violet GT |

### Rally Dakar
| Año     | Categoría | Vehículo | Copiloto     | Posición | Etapas |
| ------- | --------- | -------- | ------------ | -------- | ------ |
| 1987    | Coches    | Peugeot  | Mike Doughty | 5.º      | 6      |
| Fuente: |           |          |              |          |        |